# Kvantitativní výzkum
Kvantitativní výzkum (z lat. quantum, kolik?) je ve společenských vědách metoda standardizovaného vědeckého výzkumu. Popisuje zkoumanou skutečnost pomocí proměnných (znaků), které lze vyjádřit čísly. Ta mohou vznikat buď měřením nebo častěji škálováním samotnými respondenty (např. od 1 do 10). Výsledky jsou pak zpracovány - obvykle pomocí statistických metod - a nakonec interpretovány. Cílem je získání dat od zkoumané populace či skupiny.

## Popis
Vždy máme dva nebo více souborů kvantitativních dat, které chceme porovnat, případně zjistit zda jsou rozdíly mezi nimi staticky významné. V kvantitativním výzkumu je rozsah výzkumného vzorku vždy daný statistickými zákonitostmi.
Východiskem pro kvantitativní výzkum je výchozí hypotéza, z níž vyplývá výběr znaků (otázek). Na tomto základě se vytvoří dotazník, který se předloží přiměřenému počtu vhodně vybraných respondentů. Na jejich počtu a výběru, ale i na návratnosti dotazníků pak závisí reprezentativnost výsledků.
Jednotlivé znaky mohou mít číselnou či měřitelnou povahu; sem patří například věk, tělesná výška, měsíční příjem atd., ale také kategoriální údaje jako např. pohlaví nebo jednoznačná volba z daných možností. Neměřitelný znak je třeba převést na čísla obvykle škálováním (dotazovaný udává např. svoji spokojenost s vládou ve stupnici 1 až 10). Jen v prvním případě jsou výsledky skutečně objektivní, kdežto ve druhém závisí jak na přesné formulaci otázky, tak i na chápavosti a schopnostech respondentů.
 Jedním z rysů pro kvantitativní výzkum je deduktivní přístup, neboť výzkumníci vycházejí z nějaké teorie či obecně pojatého problému a formulují hypotézy o vztazích mezi proměnnými tak, aby následným sběrem dat byli schopni ověřit či vyvrátit pravdivost těchto hypotéz. Dalším rysem typickým pro tento výzkum je objektivita. Ideálně je výzkumník nezúčastněný, snaží se neklást otázky zaujatě vůči dotazovanému. Výzkumu se zpravidla zúčastňuje velké množství respondentů a šetření probíhá anonymně.
V České republice kvantitativně analytické postupy převážně učí akademičtí pracovníci na úrovni doktorů.

## Základní techniky sběru dat
Nejtypičtější formou pro kvantitativní výzkum je standardizovaný dotazník.
Otázky u dotazníku můžeme rozdělit podle formy na uzavřené, polouzavřené a otevřené (volné).
- Na uzavřené otázky je možné odpovědět možnostmi ano nebo ne. (např.: "Byl(a) jste někdy svědkem napadení?" a) ANO; b) NE).
- Polouzavřené se vyznačují jinými jasnými odpověďmi, kde není dán přílišný prostor pro širší vyjádření respondenta. (např.: "Jak jste se dozvěděl(a) o dnešní akci? a) z médií b) od známých c) jinak).
- Oproti tomu v otevřených (volných otázkách) respondent nemá možnosti předem zadané a jde pouze o jeho vlastní vyjádření. (např.: "Co si myslíte o vtrhnutí ruských vojsk na Krym?" min. 150 slov)

Mezi další techniky patří např.: pozorování, obsahová analýza, dotazník, strukturovaný rozhovor (=takový typ rozhovoru, ve kterém jsou předem dané otázky, které nelze změnit, při všech rozhovorech musí být zachované přesné řazení), didaktický test, motorické testy, sběr sekundárních dat a další.

## Použití
Kvantitativní metody se nejlépe hodí ke zkoumání jednoduchých a měřitelných znaků, případně jejich kombinací, ve velkých a více méně stejnorodých populacích. U složitějších a neměřitelných znaků, které je třeba škálovat, jejich spolehlivost i srovnatelnost přirozeně klesá, hlavně pokud nejsou otázky formulovány jednoznačně. Proto se dnes kvantitativní metody často kombinují s kvalitativními, jejichž výsledky nejsou reprezentativní, umožňují ale lepší porozumění skutečnému stavu věcí.

## Fáze výzkumu
Řeší se vždy jeden nebo více problémů. Řešení vědeckého problému představuje řadu propojených a na sebe závislých činností. Základní schéma postupu zní:

#### 1) Určení tématu výzkumu
- Definování výzkumného problému a otázek
- Stanovení hypotéz

#### 2) Výběr metodologie
- Určení metody sběru dat (rozhovory, testy, dotazník, telefonicky apod.), metody výběru (metoda sněhové koule, samovýběr apod.)

#### 3) Připravení výzkumu
- Zhotovení výzkumného instrumentu (dotazník, záznamový arch apod.)
- Volba respondentů (podle věku, pohlaví, příjmů apod.)

#### 4) Sběr dat
- Sbírání konkrétních dat týkajících se výzkumu

#### 5) Analýza dat
- Ověření, či vyvrácení předem stanovených hypotéz

#### 6) Výzkumná zpráva
- Výsledky výzkumu a analýzy
- Představení sesbíraných dat[1]

## Srovnání kvantitativního a kvalitativního výzkumu[4]
Kvantitativní výzkum oproti kvalitativnímu vyžaduje větší soubory dat a respondentů, výsledky jsou více reprezentativní, méně závislé na názorech a schopnostech respondentů a vedou tak k lépe ověřitelným a srovnatelným výsledkům. Jejich interpretace bývá naopak náročnější.
|                                  | kvantitativní výzkum                                                                                          | kvalitativní výzkum                                                                                                   |
| cíl                              | získání objektivního důkazu, ověření teorie/ hypotéz                                                          | porozumění chování lidí v přirozeném prostředí                                                                        |
| charakter                        | objektivní | subjektivní |
| vztah k teorii                   | potvrzení či vyvrácení teorie                                                                                 | tvorba teorie |
| postup                           | dedukce | indukce |
| plánování výzkumu                | pečlivě se připravuje na začátku, písemný projekt podle dané struktury                                        | plán vzniká v průběhu práce, mohou se měnit zkoumané otázky, a metody ⇒ je pružnější                                  |
| průběh výzkumu                   | plánovitě ověřuje hypotézy, zjišťuje kauzální vztahy                                                          | shromažďuje obrovské množství údajů o konkrétním chování lidí a o jeho kontextu, zaznamenává se a interpretuje        |
| počet dotazovaných               | většinou velké množství                                                                                       | žák, třída, škola |
| zpracování dat                   | kvantitativní, počítačové, statistické, interpretace dat                                                      | kvalitativní kódování, analýza, interpretace                                                                          |
| výsledky podoba závěrečné zprávy | zobecnění výsledků na populaci, zjištění zákonitostí; stručná, výstižná výzkumná zpráva, dle zažité struktury | vysvětlování chování lidí v určitém kontextu; detailní, interpretativní či jen deskriptivní zpráva, hluboké vyprávění |

## Výhody a nevýhody kvantitativního výzkumu[10]
Výhody
Mezi nejčastější pozitiva kvantitativního výzkumu patří rychlý a přímočarý sběr dat a snadné zobecnění výsledků na celou populaci. Je tudíž výhodný při zkoumání velkých skupin. Sebraná data jsou přesná, numerická a lehce ověřitelná. Další nezpochybnitelnou výhodou je, že výsledky jsou relativně nezávislé na výzkumníkovi.
Nevýhody
Výzkum nebere v potaz lokální specifika, nepřichází s ničím novým (sbírá pouze konkrétní data), může pouze potvrdit či vyvrátit již zavedené teorie.